# 조천궁
조천궁(朝天宮)은 중화인민공화국 난징시에 위치한 명나라의 황궁으로, 현재는 난징 시립 박물관으로 쓰이고 있다. 조천궁은 양쯔 강 이남에서 가장 거대한 규모의 중국 전통 건물군이기도 하다. 

## 개요
조천궁은 베이징의 자금성과 비슷한 구조로, 3개의 중심축을 기준으로 건물들이 대칭적으로 세워져 있는 구조이다. 황궁의 격식을 갖추고 있으며 자금성과 마찬가지로 징더현에서 공수해 온 황색 기와를 얹었다. 총 70,000 평방 미터에 달하는 면적을 차지하고 있으며, 약 10만 점에 달하는 규모의 전통 문화재들을 소장하고 있다.

## 역사
조천궁은 주나라 시대에 금속 주조장으로 쓰였던 예산 자락에 자리하고 있다. 송나라 시대에는 이 곳에 국립 대학이었던 중명관이 소재하고 있었으며, 오나라 시대에 불탄 중명관의 터에 도교 사원이 '명천궁'이라는 이름으로 새롭게 세워졌다. 이후 원나라 시대를 거치며 이 사원이 크게 흥하였고, 주원장 홍무제가 이 곳을 점령하고 난 이후에는 개보수 공사를 거친 이후 궁궐의 형식을 갖추게 하였다. 이후 이 곳은 주씨 일족들의 조상들을 모시는 일종의 사원으로 쓰였고, 명나라가 패망할 때까지 이 용도로 사용되었다.
조천궁은 태평천국의 난 때에 불타 사라졌다. 현재 우리가 볼 수 있는 건물들은 1800년대 후반에 다시 재건한 것이다. 중화민국 시대에는 주요 발굴 사적들 중 하나로 지정되어 유물 출토에 들어갔고, 국부천대 이후에는 중화인민공화국이 이 곳을 난징 시립 박물관으로 지정하고 대중에게 공개하였다.